# Christina Michel
Christina Michel (ur. 16 grudnia 1989) – niemiecka lekkoatletka specjalizująca się w skoku o tyczce.

## Osiągnięcia
- srebrny medal mistrzostw Europy juniorów (Hengelo 2007)

## Rekordy życiowe
- skok o tyczce – 4,30 (2007)
- skok o tyczce (hala) – 4,20 (2007)